# 貝爾維尤 (明尼蘇達州)
貝爾維尤（英語：Belview）是一個位於美國明尼蘇達州雷德伍德縣的城市。

## 歷史
貝爾維尤於1889年成立，1893年升格為城市，得名自「美麗的景色」的法語。貝爾維尤的郵局自1889年起營運至今。

## 人口
根據2020年美國人口普查的數據，貝爾維尤的面積為2.37平方千米，皆為陸地。當地共有人口291人，而人口密度為每平方千米123人。